# Imperial Bösendorfer

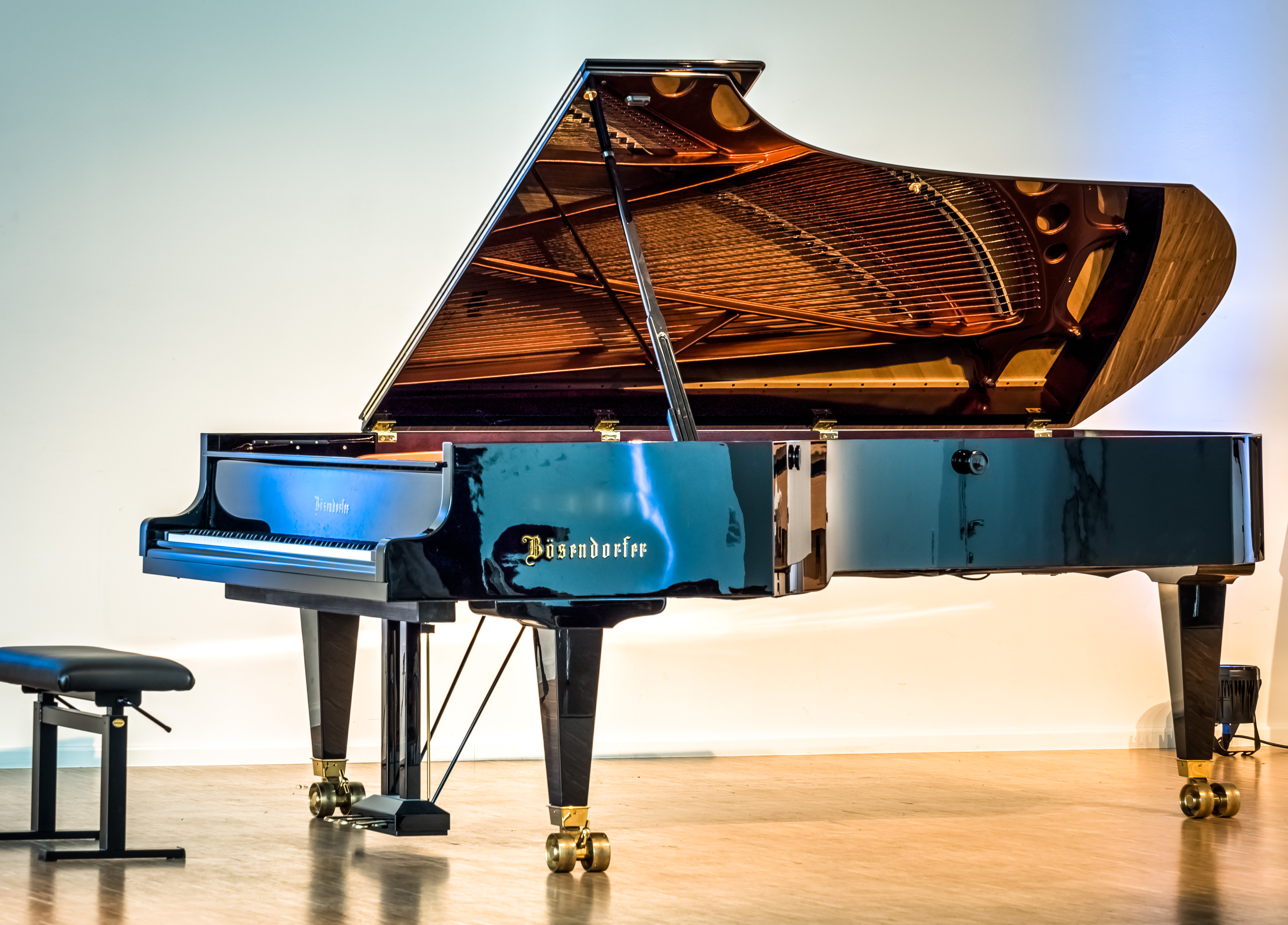
Imperial Bösendorfer у музичній залі Бамберзького університету

Bösendorfer Model 290 Imperial або Imperial Bösendorfer (також відомий як 290) — модель роялю, що відрізняється найбільшими розмірами. Випущена фірмою Bösendorfer. Довжина — 290 см, ширина — 175 см, вага — 552 кг. Рояль має восьмиоктавний діапазон від C2 до с8. Протягом 90 років це був єдиний концертний рояль у світі з 97 клавішами, поки в 1990 році в Австралії не було випущено інструменти Stuart & Sons.

## Додаткові клавіші
Перший рояль Bösendorfer Imperial був виготовлений у 1909 році за пропозицією композитора Ферруччо Бузоні. Бузоні прагнув розширити діапазон для виконання транскрипцій органних творів Йоганна Себастьяна Баха, щоб наслідувати звучання 32-футових регістрів великих органів, діапазони яких охоплюють усю субконтровктаву.
Bösendorfer Imperial має 97 клавіш: повні вісім октав, що відрізняє цю модель від іншої розширеної моделі — Bösendorfer 225, яка має 92 клавіші (до F2). Додаткові клавіші, які знаходяться у басовому регістрі (тобто зліва), пофарбовані в чорний колір, щоб піаніст міг відрізнити їх від клавіш у межах діапазону 88-клавішного фортепіано. Спочатку вони були закриті знімною панеллю, щоб піаніст не міг випадково зачепити додаткові ноти. Хоча клавіші використовуються рідко, додаткові басові струни створюють додатковий гармонічний резонанс, завдяки чому звук стає насиченішим. Деякі композиції були написані спеціально для використання додаткових клавіш. Піаніст Робін Маккейб вважає що пристосуватися до додаткових клавіш нелегко: «Наше зорове поле перекошується через додаткові басові клавіші. Наприклад, виконання заключного пасажу в п'єсі «Острів радості Клода Дебюссі, що закінчується на нижній ноті «ля» стає проблематичним, якщо Ля не є найнижчою нотою на фортепіано!»

## Ціна та доступність
Роялі Bösendorfer Imperial Concert, виготовлені в Австрії, продаються в США за ціною від 256 000 до 560 000 доларів США, залежно від обробки, дизайну та того, чи встановлено комп’ютерну систему відтворення Disklavier Enspire. (Система відтворення CEUS Bösendorfer, «Створюйте емоції з унікальним звуком», розроблена власноруч є дорожчою). У 1977 році ціна становила $35 000 (149,000 $ в поточній вартості).
Хоча на ринку концертних фортепіано домінує компанія Steinway & Sons, яка підписує з відомими артистами угоду, що не дозволяє їм грати на фортепіано інших виробників, виконавці, які віддають перевагу Bösendorfer Imperial, під час гастролей часто користуються послугами доставки фортепіано.